# Ceteo de Amiterno
San Ceteo (también conocido como Peregrino o Pelegrino) (13 de junio de 597) es un santo católico, patrón de Pescara. Fue obispo en el siglo VI, elegido para la sede de Amiternum en la región de Sabina (hoy la ciudad de San Vittorino) en 590, durante el pontificada de Gregorio Magno.
Según la leyenda del santo llamada  Passio, durante el episcopado de Ceteo, Amiternum fue ocupado por dos capitanes lombardos, Alai y Umbolus. Ceteo rechazó apoyar la ocupación y marchó a Roma. El papa Gregorio le convenció para volver, después de recibir la promesa de los lombardos de tratar a los habitantes de la ciudad con humanidad. De todas maneras, una disputa rompió la alianza entre Alai y Umbolus, y el primero consiguió el apoyo del conde Veriliano de Orte para ocupar Amiternum de noche. Cuando los habitantes de la ciudad se rebelaron ante esta ocupación, quisieron matar a Alai, pero la intervención de Ceteo lo evitó y el militar tan solo fue apresado. Umbolus, mientras tanto, creyó que Ceteo era un aliado de Alai y ordenó la ejecución del obispo.
Fue ejecutado atándolo una piedra alrededor del cuello, y arrojado desde el puente en Aterno-Pescara.  Su cuerpo flotó hasta Pescara, donde fue descubierto por los pesacadores. Su cuerpo fue incinerado de forma solemne ya que reconocieron sus atuendos de obispo. A pesar de eso, nadie conocía su nombre por lo que fue llamado simplemente Peregrino. El nombre del santo fue conocido accidentalmente y su cuerpo fue enterrado en la catedral de Pescara que posteriormente sería dedicada a su nombre, San Cetteo.  
A pesar de su escrito legendario, Passio es en parte correcto ya que sus hechos coinciden con la invasión lombarda.